# Винники (Жовківський район)
Винники — історична місцевість, колишнє село в межах нинішнього міста Жовкви. Первісна назва Жовкви до 1603 року.

## Історія
Перша письмова згадка про поселення Винники припадає на 1368 рік. Належало воно тоді шляхтичеві Древенті. Територія села та його околиць була заселена ще в III–II тисячоліттях до нашої ери, про що свідчать знахідки крем'яного знаряддя, глиняного посуду, бронзового скарбу, знайдених під час археологічних розкопок. У XII–XIII століттях територія села й околиць входила до складу Галицько-Волинського князівства. В селі Глинську недалеко від Винник розташоване городище, в якому знайдені сліди дерев'яних споруд, фрагменти кераміки, зброї, прикрас, ґрунтові поховання давньоруського часу. Вчені вважають, що тут було літописне місто Щекотин, згадане в 1241 році. Сама назва села Винники також свідчить про те, що це було княже село, в якому вирощували виноградники (аналогічно — Винники, східна околиця Львова, які згадуються у грамоті XIV століття).
Село лежало на межі Галицького і Белзького давньоруських князівств. Через цю місцевість проходили шлях Галич — Львів — Белз — Холм. У 1398 році Винники згадуються, як село, десятина з якого призначалася костелові в Куликові. На початку XVI ст. Винники — досить велике село, в якому була церква, п'ять ланів, ручний млин, дві корчми.
В 1543 році побудований дерев'яний костел Святої Трійці. З 1560 року Винники згадуються як власність белзького воєводи Станіслава Жолкевського, а з 1588 року — його сина Станіслава. Село розбудовується, споруджуються церкви, другий дерев'яний костел Діви Марії.
Наприкінці XVI століття Винники займали досить значну територію вздовж шляху. Спорудження двох костелів у протилежних кінцях села свідчить про те, що воно вже у XVI столітті було заселене на території пізніших передмість Жовкви. Село розміщувалось на північ від головного шляху, що зумовлено природними географічними умовами, сприятливими для оборони місцевості. З півдня село було захищене ставами, болотистими долинами річки Свині, узгір'ям Гарай. Після руйнівного нападу татар у 1594 році, коли було знищено сусіднє село Нисьменичі, два дерев'яні костели у Винниках, розпочинається укріплення села, будівництво замку.
У 1603 році Винникам надано магдебурзьке право і вони стали називатися Жовквою. А самі Винники стали передмістям нового міста.